# Michail Dmitrievič Levašov
Michail Dmitrievič Levašov, in russo Михаил Дмитриевич Левашов? (1738 – 4 luglio 1774 o 1776), è stato un navigatore ed esploratore russo.

## Biografia
Levašov era un tenente della Marina imperiale russa. Fu assistente di Pëtr Kuz’mič Krenicyn nella spedizione in Alaska e nelle isole Aleutine, dopo la tragica impresa di Vitus Bering del 1741. Furono inviati nel 1764 dall'imperatrice Caterina II ad esplorare con quattro navi la parte settentrionale dell'oceano Pacifico, in particolare l'area intorno al stretto di Bering. Krenicyn comandava la nave "Santa Caterina" e Levašov la "San Paolo" . Alcune caratteristiche geografiche della costa dell'Alaska e le isole Avatanak, Akutan e Tigalda sono state denominate da Krenicyn e Levašov nelle carte che furono successivamente pubblicate.
Quando, il 4 luglio 1770, Krenicyn annegò nel fiume Kamčatka, Levašov assunse il comando della spedizione e ritornò a San Pietroburgo, dove giunse il 22 ottobre 1771.
Il porto Levashef, sull'isola di Unalaska, dove Levašov aveva svernato il suo primo anno nel Pacifico del Nord è stato così chiamato in suo onore dal tenente Gavriil Andreevič Saryčev.